# Радиш, Пол
Пол Бернард Радиш (англ. Paul Bernard Rudish; род. 27 сентября 1969) — американский аниматор, писатель, актер озвучивания и режиссёр. Известен своими художественными, писательскими и дизайнерскими работами в Cartoon Network Studios над сериалами, созданными Генди Тартаковским. Затем он стал соавтором сериала «Титан Симбионик», а в 2013 году руководил созданием мультсериала «Микки Маус».

## Биография
Родился 28 сентября 1969 года в Тьюпело, штат Миссисипи. Вырос в Канзас-Сити, штат Миссури. Отец Пола, Рич Радиш, был аниматором. Он являлся арт-директором анимационного фильма «Королева радуги и похититель звёзд». Пол также с детства увлекался анимацией и помогал отцу в работе над мультфильмом. В 1987 году он поступил в Калифорнийский институт искусств, там он изучал программу анимации персонажей.
Карьера аниматора у Радиша началась с работы над мультсериалом «Бетмен» в 1992 году. Год спустя, вместе с Геннди Тартаковским и Робом Рензетти, он занялся мультфильмом «Два глупых пса» студии Hanna-Barbera. После слияния студии с Cartoon Network Studios Радиш стал арт-директором и дизайнером персонажей мультсериала «Лаборатория Декстера» в 1996 году, «Суперкрошки» в 1998 году и «Самурай Джек» в 2001 году.
В 2003 году Радиш стал художественным руководителем сериала «Звездные войны: Войны клонов».
В 2010 году Пол получил свой первый статус соавтора сериала «Титан Симбионик», который он создал совместно с Тартаковским и сценаристом  Брайаном Эндрюсом. Он написал серию, а также разработал персонажей. Примерно в то же время он предоставил иллюстрацию для первого и второго сезонов мультсериала «Дружба — это чудо».
В 2013 году вышел сериал «Микки Маус», созданный Радишем в студии Disney. Он был показан на каналах Disney, Disney.com и WATCH Disney Channel. В 2020 году был выпущен мультсериал «Чудесный мир Микки Мауса». Трансляция проводилась на сервисе Disney+.

## Награды
Радиш получил несколько номинаций на премию «Эмми» и «Энни», выиграв три «Эмми» и одну «Энни». В 1996 году он был номинирован на премию «Эмми», а в 1997 — награждён премией «Энни» за мультсериал «Лаборатория Декстера». Он разделил победы «Эмми» за выдающуюся анимационную программу (длительностью один час или более) в 2004 году и 2005 года за сериал «Звездные войны: Войны клонов» с производственным персоналом этого шоу, а также, в 2002 году, получил номинацию за «Самурай Джек». В 2013 году он выиграл в номинации «Выдающаяся короткометражная анимационная программа» для эпизода «Микки Мауса» «Триумфальный круассан». В 2019 году Пол был номинирован на дневную премию «Эмми» в категории «Выдающийся детский мультсериал» за «Микки Мауса».

## Фильмография

### Фильмы
- Королева радуги и похититель звёзд (1985)
- Крутые девчонки (2002)
- Высший пилотаж (2005)

### Сериалы
- Тайная белка (1993)
- Два глупых пса (1993–1995)
- Лаборатория Декстера (1995–2003)
- Суперкрошки (1998–2005)
- Звёздные войны: Войны клонов (2003–2005)
- Самурай Джек (2001–2004, 2017)
- Коргот-Варвар (2006)
- Титан Симбионик (2010–2011)
- Дружба — это чудо (2010–2011)
- Микки Маус (2013–2019)
- Чудесный мир Микки Мауса (2020–настоящее время)